# 108. konjeniški polk (ZDA)
Za druge 108. polke glejte 108. polk.
108. konjeniški polk (angleško 108th Cavalry Regiment) je eden izmed konjeniških polkov Kopenske vojske ZDA.